# Łuszczów-Kolonia (powiat hrubieszowski)
Łuszczów-Kolonia – kolonia w Polsce położona w województwie lubelskim, w powiecie hrubieszowskim, w gminie Uchanie.
W latach 1975–1998 miejscowość należała administracyjnie do województwa zamojskiego. 
Kolonia stanowi sołectwo gminy Uchanie. Według Narodowego Spisu Powszechnego z roku 2011 kolonia liczyła 68 mieszkańców i była 23. co do liczby ludności miejscowością gminy.